# Гелзув (Лодзинське воєводство)
Гелзув (пол. Giełzów) — село в Польщі, у гміні Джевиця Опочинського повіту Лодзинського воєводства. Населення — 176 осіб (2011).
У 1975-1998 роках село належало до Радомського воєводства.

## Демографія
Демографічна структура станом на 31 березня 2011 року:
|          | Загалом | Допрацездатний вік | Працездатний вік | Постпрацездатний вік |
| -------- | ------- | ------------------ | ---------------- | -------------------- |
| Чоловіки | 94      | 20                 | 60               | 14                   |
| Жінки    | 82      | 15                 | 41               | 26                   |
| Разом    | 176     | 35                 | 101              | 40                   |